# 유럽 고속도로 265호선

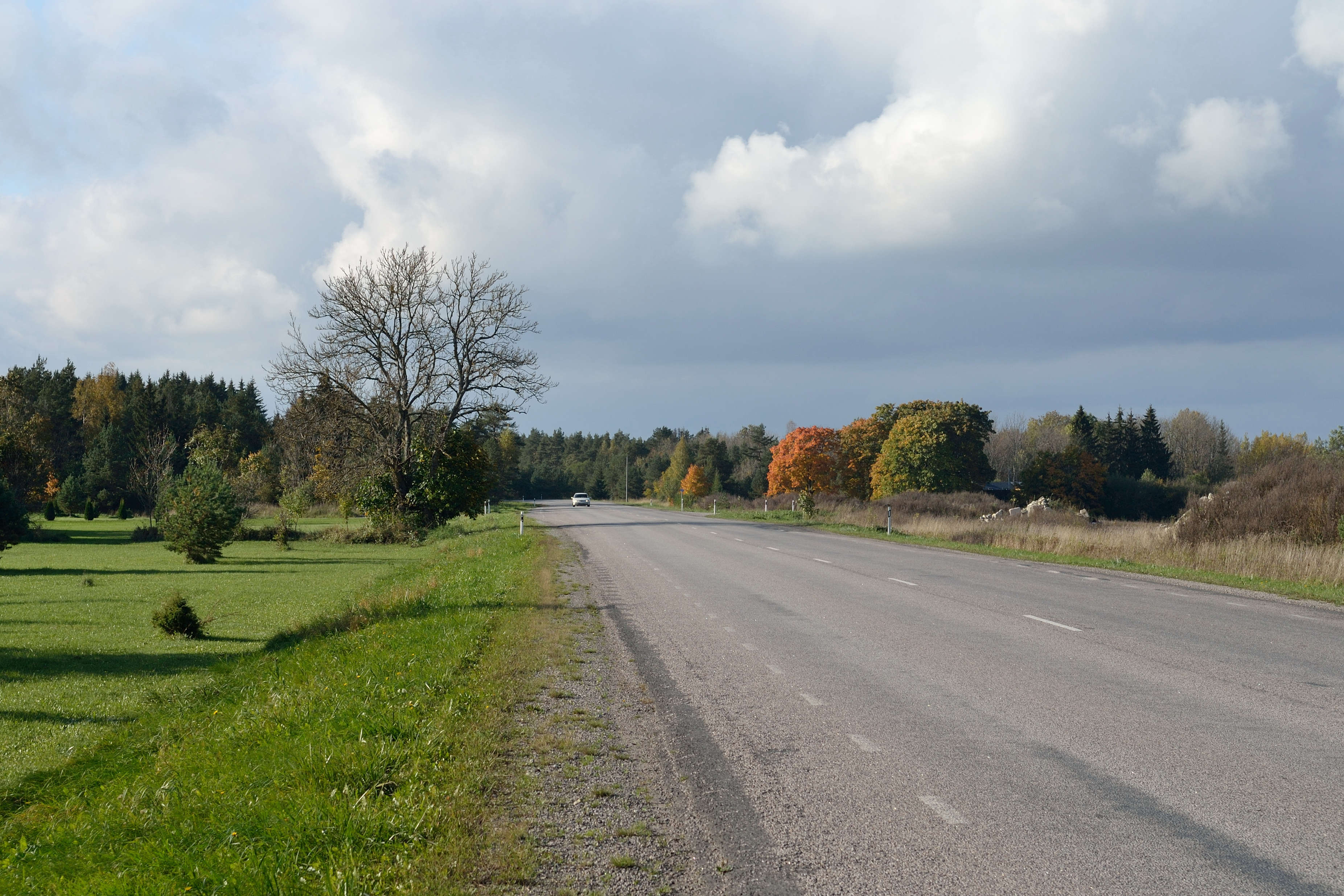
발크세 마을을 관통하고 있는 도로

유럽 고속도로 265호선(European route E265)은 에스토니아 탈린과 스웨덴의 카펠스카를 사이에 둔 국제 E-road 네트워크 간선 도로망으로, 총 연장은 60.4 km이다. 주요 경유지로는 탈린, 팔디스키가 있으며 페리를 통해 스웨덴이 카펠스카까지 연결된다. 그래서 유럽 고속도로 265호선의 에스토니아 구간은 에스토니아 11번 국도, 에스토니아 8번 국도와도 연결되며, 스웨덴에서는 유럽 고속도로 18호선과 만난다.